# Xagħra
Xagħra [ˈʃɐːrɐ] (oder: Ix-Xagħra) ist ein Dorf im nordwestlichen Teil der Insel Gozo in der Republik Malta. Xagħra ist nach Nadur das zweitgrößte Dorf auf der Insel und hat 4313 Einwohner (Stand 31. Dezember 2020).

## Geschichte
Vermutlich war dies der zuerst besiedelte Teil Gozos, da man hier megalithische Überreste findet wie die Tempel von Ġgantija, die zum UNESCO-Welterbe gehören, den Steinkreis von Xagħra, den Tempel von Santa Verna sowie die Höhlen North Cave und Għar ta’ Għejżu mit Funden aus der Ġgantija-Phase der Tempelkultur.
Im Ort steht die restaurierte Ta’-Kola-Windmühle, die 1725, im Auftrag des damaligen Großmeisters des Johanniterordens Antonio Manoel de Vilhena, errichtet wurde und jetzt ein Mühlenmuseum beherbergt. Unter Privathäusern des Dorfs wurden bei Brunnenbohrungen die Tropfsteinhöhlen Xerri’s Grotto und Ninu’s Cave entdeckt, die besichtigt werden können.

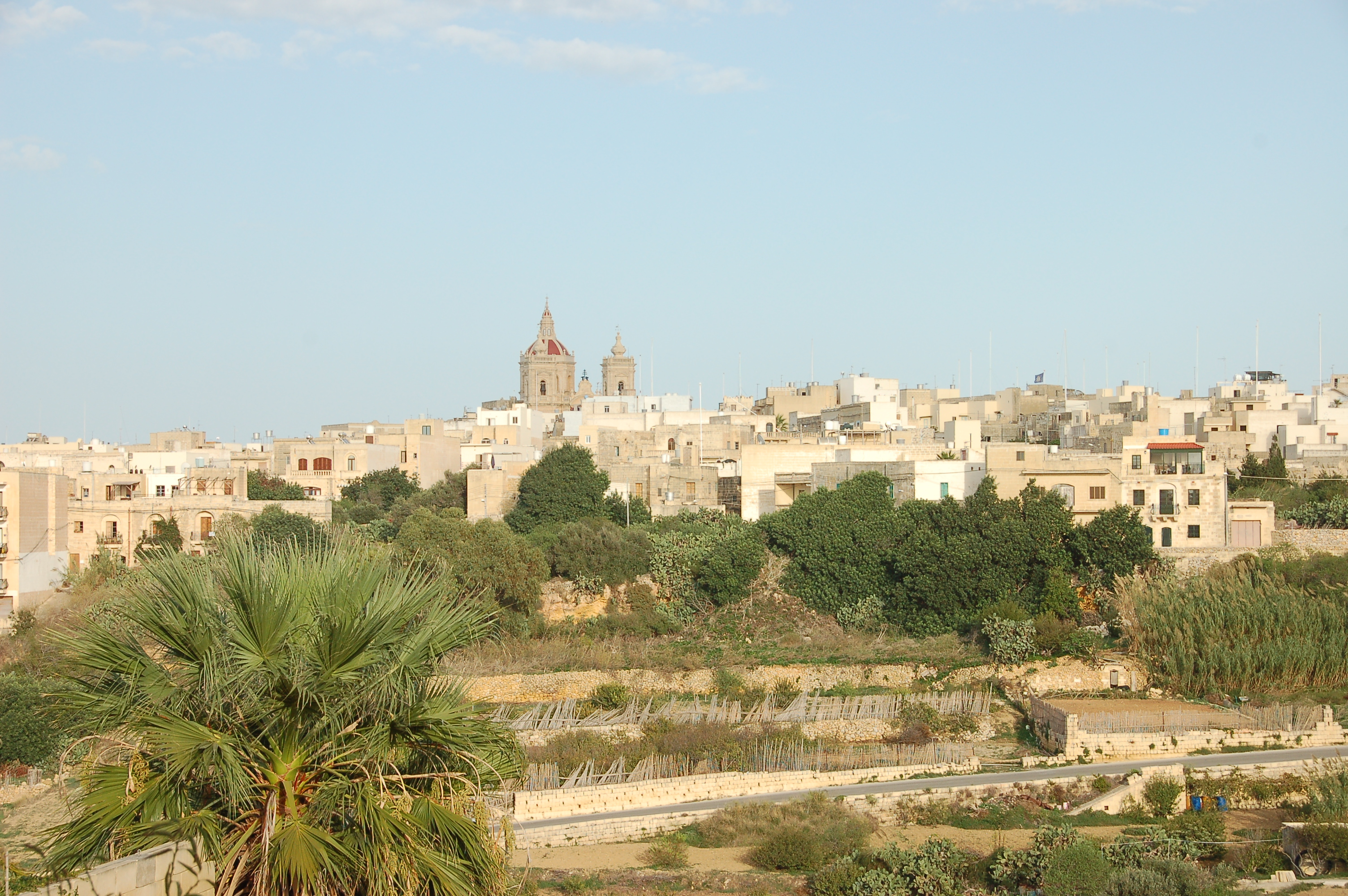
Blick auf das Stadtzentrum von Xagħra

## Kirchgemeinde
Die Dorfkirche Basilika Mariä Geburt (englisch Nativity of the Blessed Virgin Mary), lokal bekannt als il-Bambina, die sich im Ortskern befindet, wurde 1967 von Papst Paul VI. zur Basilika erhoben.

## Söhne und Töchter
- John Cremona (1918–2020), Jurist, Richter und Vizepräsident  am Europäischen Gerichtshof für Menschenrechte, Lyriker und Sachbuchautor
- Anthony Teuma (* 1964), römisch-katholischer Geistlicher und Bischof von Gozo